# 华东交通大学
华东交通大学（英語：East China Jiaotong University）位于中國江西省南昌市经济技术开发区。含南、北以及黄家湖3个校区，校本部邻近江西财经大学和江西理工大学南昌校区，黄家湖校区为华东交通大学理工学院所在区域，与东华理工大学南昌校区为邻。

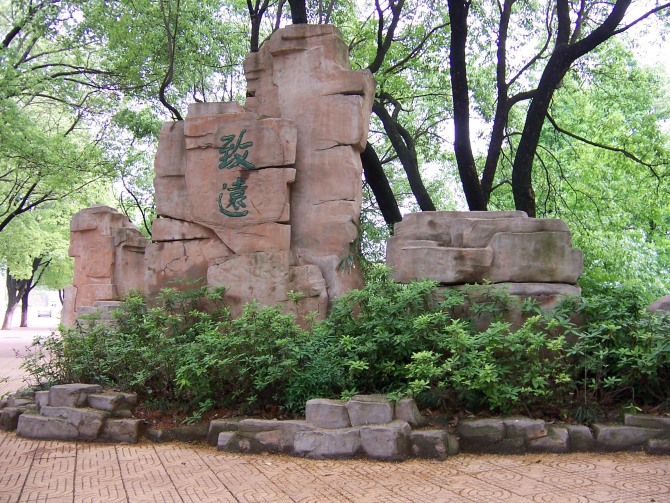
校园南区一景

## 校史
- 1954年，苏州一学校迁沪并更名上海铁路通讯讯号学校，该学校在1958年成为大学并更名上海铁道学院。[1]
- 1971年4月15日至7月31日召开的全国教育工作会议提出，将上海交通大学机车车辆系（包括内燃机车、电力机车、铁道车辆3个专业）以及同济大学铁道工程专业调入上海铁道学院，并更名为华东交通大学[2]。同年9月22日，国务院、中央军委决定将学校迁往江西，校址选在南昌双港。此后在沪复校的上海铁路学院（今同济大学沪西校区）与华东交通大学（南昌）并无继承关系，只有同源关系。[3]
- 1973年，上海铁道学院与同济大学、上海交通大学有关合并专业的招生任务以“华东交通大学”校名下达，录取的新生到原上海铁道学院报到，这是以“华东交通大学”名义进行的第一次招生，1975年，华东交通大学申请工业与民用建筑专业列入正式招生计划，这是学校在南昌筹建当中的第一次招生。
- 1978年，中央同意原上海铁道学院不再搬迁，华东交通大学继续在南昌建校，由原铁道部和江西省双重领导，以原铁道部为主。华东交通大学自在江西建校以来，从未变更过校名。当时国内400多所高校经“撤、并、改”仅剩下300余所，唯独华东交通大学是少数几所增设的高校之一，其目的是要建成一所产、学、研一体的“社会主义新型大学”的样板。学校第一期工程被列入国家大中型建设项目。
- 1979年至1984年，学校先后建立了建筑工程系、机械工程系、电气工程系、经济管理系和基础课部等，办学层次从本科教育进入到硕士研究生教育领域。
- 2000年，学校转制为“中央与地方共建、以地方管理为主”，为江西省重点加强建设的五所高等院校之一。
- 2001年至2003年，江西省煤炭技工学校、江西省煤炭工业干部学校、江西省煤炭职工中等专业学校、江西省煤炭仓库、南昌铁路机械学校等教育资源相继并入。
- 2011年，学校成为教育部第二批“卓越工程师教育培养计划”高校。
- 2013年，学校成为博士学位授予单位，为江西省首批通过博士学位授予权立项建设验收的工科院校。
- 2015年，学校率先在全省高校开始实施完全学分制。
- 2016年，学校入选“中西部高校基础能力建设工程”。
- 2017年3月，中国铁路总公司同意与江西省共建华东交通大学，并将在政策、资金、项目等方面给予学校更多的倾斜和支持。翌年7月，中国铁路总公司和江西省人民政府正式签署合作共建华东交通大学协议。[4]
- 2018年2月，学校入选江西省首批大众创业万众创新示范基地。[5]
- 2018年3月，华东交通大学成为高速列车系统集成国家工程实验室合作单位。[6]
- 2018年9月，国家铁路局与江西省人民政府正式签署合作共建华东交通大学协议。[7]
- 2019年9月，学校“交通基础设施环境与安全省部共建协同创新中心”成功入选教育部2019年度省部共建协同创新中心。[8]
- 2020年12月18日，经中华人民共和国教育部批准，原由华东交通大学管理的独立学院华东交通大学理工学院脱离该校管理，并转设为民办普通高等学校南昌交通学院，由浙江胜达汽车有限公司全资持有[9]。
- 2021年3月22日，学校省部共建轨道交通基础设施性能监测与保障国家重点实验室举行揭牌仪式。[10]

## 办学条件
华东交通大学坐落南昌市。校园占地面积2816亩，各类建筑面积80万平方米，教学科研仪器设备总值4.8亿元。图书馆收藏纸质图书239万册，电子文献233万册。

## 师资力量
截至2020年1月，学校现有教职工近2000人，其中专任教师1200余人，正副教授590余人。拥有“双聘”院士、“国家杰青”、“万人计划”科技创新领军人才、国家“百千万人才工程”、享受国务院特殊津贴、教育部“新世纪优秀人才支持计划”、科技部“中青年科技创新领军人才”、全国优秀教师、全国优秀教育工作者、“井冈学者”特聘教授、“双千计划”人选、“赣鄱英才555工程”人选等省部级以上优秀人才170余人次。入选国家“创新人才推进计划”重点创新团队。

## 学科体系
学校涵盖工、经、管、文、理、法、教育、艺术等8个学科门类。学校拥有1个博士后科研工作站，1个博士后科研流动站，1个院士工作站，拥有3个一级学科博士点、21个一级学科硕士点，工程学学科进入ESI全球前1%，3个学科入选江西省一流学科，4个学科成为江西省学科联盟牵头学科，具18个专业学位授权类别，是硕士研究生推免工作单位。50余个专业面向全国招生，其中19个专业入选国家一流本科专业建设点，18个专业入选省一流本科专业建设点。拥有4个国家特色专业、3个国家级卓越工程师试点专业，8个专业通过工程教育认证（评估）。获评国家一流本科课程5门；主持获批教育部新工科研究与实践项目。参加全省高校首轮本科专业综合评价，16个获评第一、13个第二、6个第三。
- 博士后科研工作站：铁路环境振动与噪声工程研究中心
- 博士后科研流动站：控制科学与工程
- 院士工作站：岩土工程院士工作站[15]
- 一级学科博士点：控制科学与工程、交通运输工程、土木工程
- 国家特色专业：土木工程、给排水科学与工程、电气工程及其自动化、自动化
- 教育部卓越工程师教育培养计划试点专业：机械设计制造及其自动化、车辆工程、通信工程[16]
- 工程教育认证（评估）专业：车辆工程；交通运输、测控技术与仪器、通信工程[17]；电气工程及其自动化、自动化和土木工程[18]；给排水科学与工程[19]；软件工程

## 学院设置
截至2020年12月，学校共有17个学院。
- 土木建筑学院
- 机电与车辆工程学院
- 电气与自动化工程学院
- 信息工程学院
- 软件学院
- 体育与健康学院
- 理学院
- 外国语学院
- 艺术学院
- 国防生学院
- 经济管理学院
- 人文社会科学学院
- 马克思主义学院
- 国际学院
- 交通运输与物流学院(轨道交通职业技术学院)
- 继续教育与职业技术培训学院
- 材料科学与工程学院
- 影视学院

其中原华东交通大学理工学院于2020年12月转设为南昌交通学院。

## 学校领导
- 党委书记：柳和生
- 党委副书记、校长：徐长节
- 党委副书记：肖长春
- 党委委员、副校长：陈梦成
- 党委委员、副校长：范勇
- 党委委员、副校长：罗文俊
- 党委委员、副校长：杨德敏
- 副校长：刘林芽
- 党委委员、纪委书记：洪梅
- 副校长：杨辉